# Wildwood (Missouri)
Pour les articles homonymes, voir Wildwood.
Wildwood est une ville du Missouri, dans le comté de Saint Louis. Au recensement de 2010 la population était de 35 517 habitants.

## Personnalités
- Luke Voit (1991-), joueur américain de baseball, né à Wildwood.